# バッチ (駆逐艦)
バッチ、ベイチ (USS Bache, DD-470 [ˈbeɪtʃ]) は、アメリカ海軍の駆逐艦。フレッチャー級駆逐艦の一隻。艦名はジョージ・M・バッチ提督に因む。その名を持つ艦としては2隻目。

## 艦歴
「バッチ」は1941年11月19日、ベスレヘム造船のニューヨーク州スタテンアイランドにて起工され、1942年7月7日に進水、1942年11月14日に就役した。 
大西洋艦隊に属した「バッチ」はノバスコシア州ハリファックスへの護送船団護衛を務めた後、オーバーホールのためにニューヨークに戻った。1943年2月6日、航空母艦「ヴィクトリアス」の護衛としてバージニア州ノーフォークを離れた。「バッチ」は1943年3月4日に真珠湾に到着し、5月10日まで訓練を行った後、アリューシャン列島に向けて出航した。1943年12月までアリューシャン列島の海域にて作戦に従事し、キスカ島の攻撃に参加した。真珠湾にて船体補修を行った後、1943年12月23日に第7艦隊に加わった。1943年12月26日から1944年10月29日まで、第7艦隊にてニューブリテン島の戦いに参加した。その後はアドミラルティ諸島の戦い、レイテ沖海戦に参加し、1943年10月29日、船体補修に本国に戻った。 
船体補修後、1945年2月20日にはエニウェトク環礁の第5艦隊に加わった。2月28日から3月5日まで、「バッチ」は硫黄島で航空支援を行い、4月1日に護衛と哨戒任務を行うために沖縄に到着した。 5月3日、日本軍の神風特攻隊を撃墜した際にわずかな損傷を負った。同日、特攻を受けた中型揚陸艦「LSM(R)-195」の乗員74名を救助した。5月13日、数機の急降下爆撃機が護衛艦隊を攻撃し、1機が「バッチ」へ突撃した。乗組員のうち41名が死亡（16人が行方不明）、32名が負傷し全ての機関と電力が失われ、火災は20分後に鎮火された。「バッチ」は応急修理のため沖縄の慶良間諸島に曳航された。
「バッチ」は1945年7月13日に完全な修理のためにブルックリン海軍工廠に到着し、その後サウスカロライナ州チャールストンにて予備役となり、1946年2月4日に退役した。1950年、ボストン海軍工廠で護衛駆逐艦に改造され（1951年1月2日にDDE-470に分類）、1951年10月1日に再就役した。大西洋艦隊に配属され、カリブ海へ航行した後、地中海にて第6艦隊に配属され、作戦と演習を行った。
「バッチ」は1962年6月30日にDD-470に戻り、ギリシャのロドス島に寄港した際、強風によって1968年2月6日にロドス港の外で座礁、廃棄された。1968年3月1日に退役となり、海軍船籍から除籍された。 

## 従軍星章
「バッチ」は第二次世界大戦中の功績により8個の従軍星章を授与された。